# Церковь Петра Митрополита (Санкт-Петербург)
Храм святителя Петра, митрополита Московского — православный храм в Санкт-Петербурге, на пересечении Роменской и Днепропетровской улиц. Принадлежит Санкт-Петербургской епархии Русской православной церкви, входит в состав Центрального благочиния.
Храм, освящённый во имя святителя Петра Московского, был построен в 1911—1912 годах при подворье Свято-Троицкого Творожковского женского монастыря Санкт-Петербургской епархии в бывшей Московской (Ямской) слободе.

## История

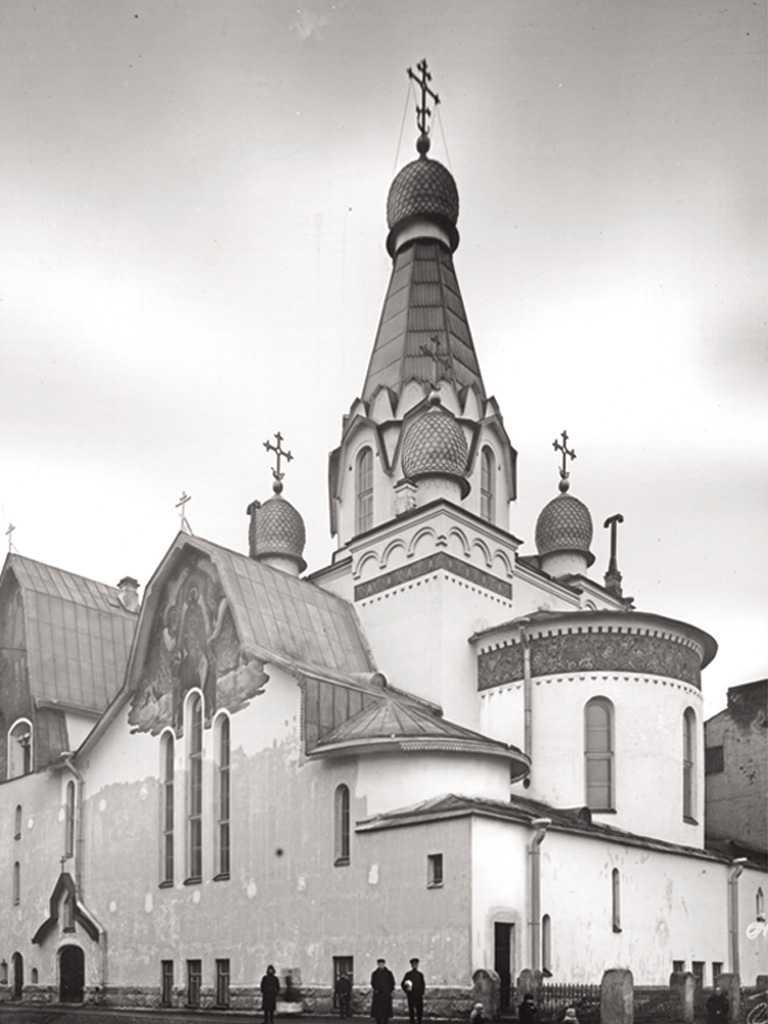
Храм в 1910-х годах

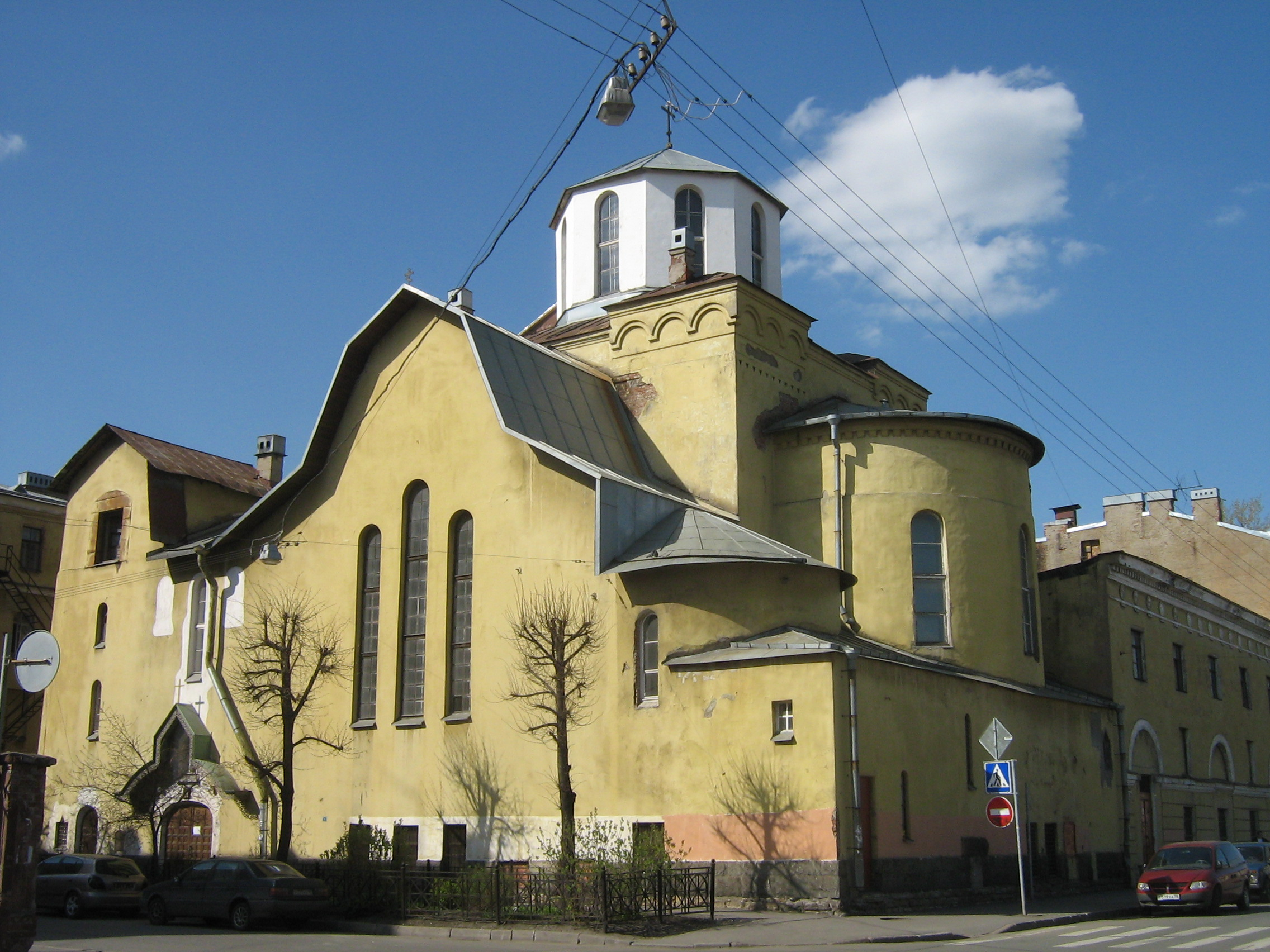
Храм в 2012 году

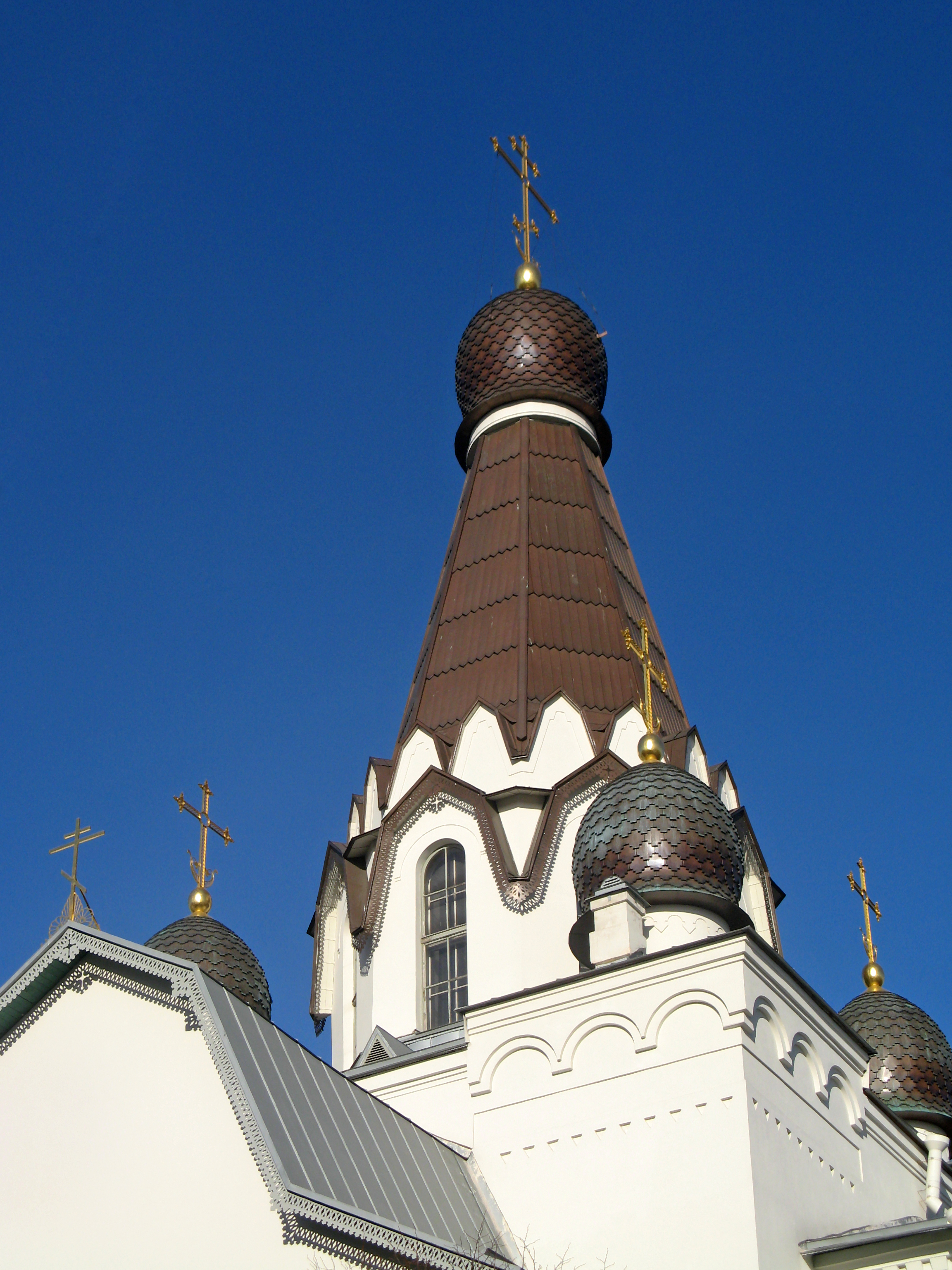
Шатер после реставрации, 2017 год

Творожковский монастырь был образован в 1887 году из женской общины, созданной Александрой Филипповной фон Розе в своем имении в селе Творожково Гдовского уезда. В Петербурге монастырь имел два подворья — в Старой Деревне и на Роменской улице.
В 1903 году купец второй гильдии, домовладелец Пётр Евграфович Семёнов и его супруга Александра Филипповна купили пустопорожний участок на углу Екатеринославской (современной Днепропетровской) и Роменской улиц и обратились с ходатайством о строительстве на нём «каменного дома с церковью». 3 июля 1911 года было получено высочайшее одобрение императора Николая II.
Проект комплекса каменных зданий был создан епархиальным архитектором Андреем Аплаксиным, специалистом неорусского стиля. Работы продолжались с 1911 по 1912 год. Особенностью архитектуры подворья является сочетание стилизованных деталей и композиции, свойственных зодчеству Древней Руси псковско-новгородской школы, а также московских шатровых храмов XVI века. Здания отличаются сложной асимметричной композицией с завершениями необычной формы, высоким качеством отделки с применением монументальной росписи на фасадах.
2 декабря 1912 года произошло торжественное освящение главного престола храма.
В 1919 году подворье было закрыто, и храм получил статус приходского; до 1927 года принадлежал Патриаршей церкви. В 1922 году, несмотря на сопротивление верующих, представителями советской власти были изъяты церковные ценности.
22 марта 1930 года храм был закрыт.
В 1932 году здания переданы заводу «Гидравлик». К 1939 году разобраны шатровые завершения церкви и четыре малых барабана с луковичными главками, крыльца, кокошники — щипцы и кровля, здания перестроены, уничтожены наружные росписи и внутреннее убранство в древнерусском стиле.
9 августа 1994 года комплекс зданий подворья был возвращён Санкт-Петербургской епархии. С этого времени начались реставрационные работы по проектной документации «Ленпроектреставрации». В 2014 году основной купол храма и четыре малых были восстановлены. Реставрационные работы продолжаются. Идет восстановление иконостаса главного престола храма.